# EMOTIVe
eMOTIVe ist das dritte Musikalbum der US-amerikanischen Progressive-Rock-Band A Perfect Circle. Es ist am 1. November 2004 und somit einen Tag vor den US-Präsidentschaftswahlen erschienen.

## Hintergrund
Das Album enthält nur zwei neue Lieder, von denen wiederum nur eines neu geschrieben ist: „Passive“. Der Song, der ursprünglich „Vacant“ hieß, wurde von Keenan im Zuge des Tapeworm-Projekts zusammen mit Nine-Inch-Nails-Mastermind Trent Reznor geschrieben, kam allerdings nach der Aufgabe des Projekts nie zur Veröffentlichung. Der andere bisher unbekannte Titel „Counting Bodies Like Sheep to the Rhythm of the War Drums“ ist eine Neuinterpretation des Liedes „Pet“ vom letzten Album Thirteenth Step. Die restlichen Songs sind Coverversionen von Titeln aus der Friedensbewegung der 1960er und 1970er Jahre.
Mehrfach richten A Perfect Circle Appelle an die Hörer, in denen sie zur Handlung bzw. Entscheidung aufrufen:

“I’ll say it again in the land of the free. Use your freedom of choice”

„Im Land der Freien sage ich es noch einmal. Nutze deine Entscheidungsfreiheit.“

“It's your choice, your choice, your choice, your choice… Peace or annihilation”

„Es ist deine Entscheidung… Frieden oder Vernichtung [der Menschheit]“

Der Song „Counting Bodies like Sheep to the Rhythm of the War Drums“ wurde im Soundtrack zum Computer-Spiel Rage verwendet, der Song „Passive“ im Soundtrack zum Film Constantine.

## Titelliste
1. Annihilation (Crucifix) – 2:13
2. Imagine (John Lennon) – 4:48
3. (What’s So Funny ’bout) Peace Love and Understanding (Elvis Costello) – 5:03
4. What’s Going On (Marvin Gaye) – 4:53
5. Passive (Tapeworm) – 4:10
6. Gimmie Gimmie Gimmie (Black Flag) – 2:18
7. People Are People (Depeche Mode) – 3:43
8. Freedom of Choice (Devo) – 2:59
9. Let’s Have a War (Fear) – 3:28
10. Counting Bodies Like Sheep to the Rhythm of the War Drums – 5:36
11. When the Levee Breaks (im Original Memphis Minnie, bekannt geworden in der Version von Led Zeppelin) – 5:55
12. Fiddle and the Drum (Joni Mitchell) – 3:06